# Dukan-Talsperre
Die Dukan-Talsperre (kurdisch: Bendava Dûkan, arabisch سد دوكان, DMG Sadd Dūkān; auch Dukan-See) ist die größte Talsperre in der Autonomen Region Kurdistan. Sie liegt an der Uferstadt Dukan in der Provinz as-Sulaimaniya, etwa 55 Kilometer nördlich der Provinzhauptstadt Silêmanî.

## Staudamm
Die Konstruktion des Dukan-Staudamms wurde 1954 begonnen und 1959 fertiggestellt. Den Entwurf für den Bau des Staudamms lieferte die britische Firma Binnie and Partners. Zur Stromherstellung wurden fünf Turbinen mit jeweils einem 80 Megawatt-Generator installiert. Der Staudamm hat eine große strategische Bedeutung für die Provinz Silêmanî, da er neben dem Darbandichan-Damm der einzige Staudamm dort ist. Er ist für die Wasser- und Stromversorgung in der gesamten Provinz verantwortlich.

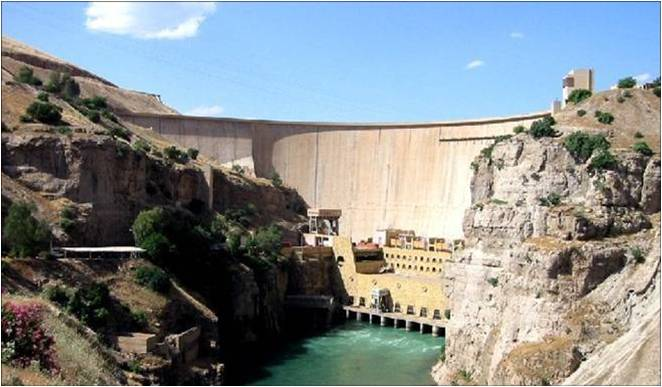
Der Dukan-Staudamm
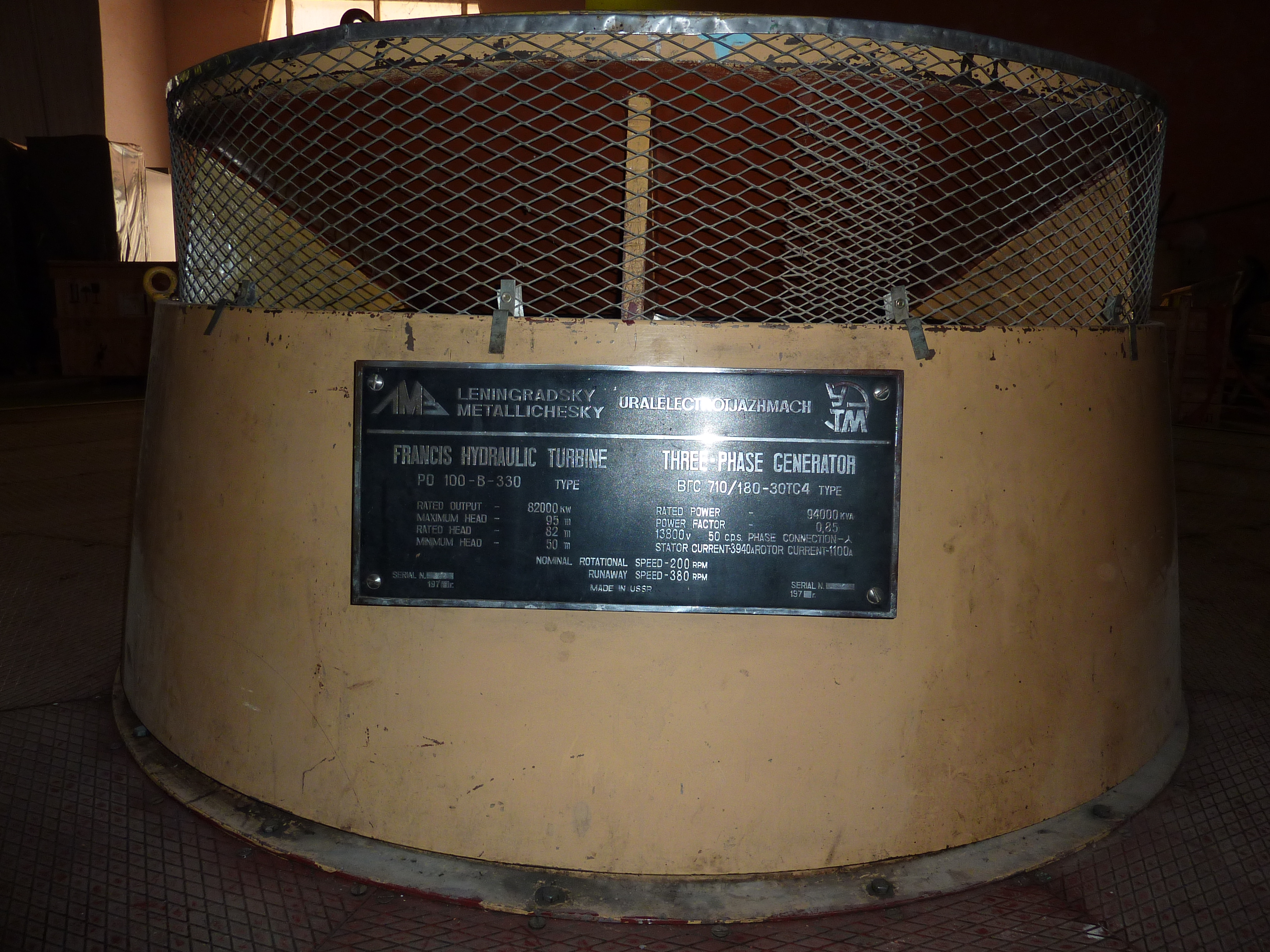
Eine der Hydraulikturbinen im Kontrollraum des Staudamms
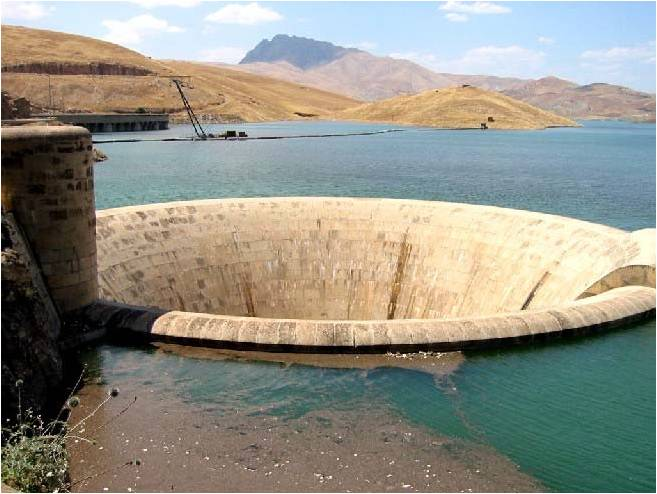
Hochwasserentlastung des Staudamms

## Stausee
Der Dukan-See hat ein Speichervolumen von 6,87 Milliarden Kubikmeter, bei einer Wasseroberfläche von 270 Quadratkilometer. Er dient zur Wasserversorgung der Bevölkerung, aber auch zum Fischen und als Touristenattraktion. Im Jahr 2013 planten Emaar Properties und die kurdische Faruk Group ein 2-Milliarden-Dollar schweres Projekt, um das Gebiet am See zu einem Resort umzubauen.